# 瑞穂村 (愛知県葉栗郡)
瑞穂村（みずほむら）は、愛知県葉栗郡にかつてあった村。現在の一宮市浅井町北部。
北に木曽川（南派川）が流れ、岐阜県に接する。

## 歴史
- 1590年（天正14年）6月 - 大洪水によって木曽川の本流は大きく流路を変える。木曽川右岸となった地域は美濃国に編入される。河田村は尾張国葉栗郡河田村と美濃国羽栗郡河田嶋村[1]（現・各務原市）に分割される。
- 江戸時代は尾張藩の領地であった。
- 1889年（明治22年）10月1日 - 黒岩村、大野村、極楽寺村、尾関村、河田村、前野村が合併し発足。
- 1906年（明治39年）5月10日 - 浅井町に編入。同日瑞穂村廃止。

## 学校
- 瑞穂小学校（現・一宮市立浅井北小学校）

## 名所・旧跡
- 石刀神社
- 小塞神社
- 御囲堤（桜の名所）
- 大野城址
- 高田城址